# Castro de Rey (Paradela)
Castro de Rey (llamada oficialmente Santa María de Castro de Rei de Lemos) es una parroquia española del municipio de Paradela, en la provincia de Lugo, Galicia.

## Otras denominaciones
La parroquia también es conocida por el nombre de Santa María de Castro de Rei.

## Límites
Limita con las parroquias de San Vicente de Paradela, Santa Cristina de Paradela y Andreade al norte, Cervela y Villarbuján al este, Remesar, Broza y Sobreda al sur, y Villacaíz, Reiriz y Aldosende al oeste.

## Organización territorial
La parroquia está formada por cuarenta entidades de población, constando treinta y nueve de ellas en el nomenclátor del Instituto Nacional de Estadística español:

### Entidades de población
Entidades de población que forman parte de la parroquia:
- Abelleiroá
- Acebedo (Acevedo)
- As Reigañas
- Bacorelle
- Bariz
- Barreiras (As Barreiras)
- Bustaregas (As Bustaregas)
- Carballedo
- Carballosa (A Carballosa)
- Cerxedo
- Chaos (Os Chaos)
- Edrada (Hedrada)
- Enxamea (A Enxamea)
- Espiño
- Feás
- Ferreira
- Foilebar
- Mámoa (A Mámoa)
- Matanza (A Matanza)
- Mazo (O Mazo)
- Mide
- Mosteirovello (Mosteiro Vello)
- Paredes de Baixo (Paredes de Abaixo)
- Paredes de Riba (Paredes de Arriba)
- Parrocha (A Parrocha)
- Penacorbeira (Pena Corveira)
- Pereiro
- Portocarreira
- Preselas
- Rañadoiro
- Sacadoiro (O Sacadoiro)
- San Martiño
- Uceira Blanca (Uceira Branca)
- Val do Couto
- Valmigallo
- Vidueiro (Bidueiro)
- Vilachá
- Zouro

### Despoblados
Despoblados que forman parte de la parroquia:
- Folgar (O Folgar)
- Seara (A Seara)

## Demografía
| Gráfica de evolución demográfica de Castro de Rey entre 2000 y 2020 |
|                                                                     |
| Datos según el nomenclátor publicado por el INE.                    |

## Lugares de interés
El lugar de Mosteiro Vello habla de un monasterio de hace más de mil años, del posterior, el monasterio de Santa María de Castro de Rei, del siglo XII, quedan restos en la iglesia, con un ábside románico. Dependió de Carracedo y Montederramo. Sufrió un incendio en 1936, siendo posteriormente restaurado.
La Capilla de As Neves, en Cerxedo, tiene un retablo mayor barroco, de los siglos XVII-XVIII. Hay otras capillas en Feás (capilla de San Roque), en Paredes de Abaixo (capilla de San José) y San Martín (capilla de la Inmaculada).